# Kletterparcours
Kletterparcours is een attractie in het Nederlandse attractiepark Toverland. De attractie is geopend in 2004 en ligt in het themagebied Wunderwald. 
Kletterparcours is een hindernissenparcours in de lucht.
Lijst van attracties in Attractiepark Toverland · Afbeeldingen